# Valmiera (rejon)
Valmiera (łot. Valmieras rajons) – okręg w północnej Łotwie, funkcjonujący w latach 1949–2009.
Rejon graniczył z Estonią oraz z rejonami: Kieś, Limbaži i Valka.
Zniesiony 30 czerwca 2009, w ramach reformy administracyjnej.